# Ольмедо (футбольный клуб)
«Ольме́до» (исп. Centro Deportivo Olmedo) — эквадорский футбольный клуб из города Риобамба.

## История
Решение об образовании клуба было принято ещё в 1916 году. Официально образование состоялось 11 ноября 1919 года. Название было дано в честь эквадорца испанского происхождения, поэта и политика, борца за независимость Хосе Хоакина де Ольмедо.
Ольмедо стал первым клубом, который смог прервать гегемонию в чемпионате клубов из двух крупнейших городов — Кито и Гуаякиля. Лишь ещё одной команде впоследствии удалось повторить этот результат в 2004 году — «Депортиво» из Куэнки, причём «Депортиво Куэнка» в финале того сезона обыграла именно «Ольмедо».
«Ольмедо» четырежды выступал в розыгрышах Кубка Либертадорес. Лучший результат — выход в 1/8 финала в 2002 году.

## Титулы и достижения
- Чемпион Эквадора (1): 2000
- Вице-чемпион Эквадора (4): 2004
- Чемпион Эквадора в Серии B (3): 1994, 2003, 2013
- Чемпион Эквадора во Второй категории (Третий дивизион) (1): 1993

## Статистика выступлений
- В Серии A «Ольмедо» провёл 23 сезона: 1971, 1972, 1995—2002, 2004—2012, 2014, 2019—н.в.
- В Серии B «Ольмедо» провёл 10 сезонов: 1971[1], 1972, 1974—1976, 1978, 1994, 2003, 2013, с 2015
- Во «Второй категории» (третий дивизион) «Ольмедо» провёл 15 сезонов: 1970, 1973, 1977, 1982—1993
- «Ольмедо» четырежды участвовал в розыгрышах Кубка Либертадорес: в 2001, 2002, 2005 и 2008 годах
- Участник Южноамериканского кубка — 1 раз (2007)